# Olga Modrachová
Olga Modrachová (Checoslovaquia, 9 de mayo de 1930-30 de enero de 1995) fue una atleta checoslovaca especializada en la prueba de salto de altura, en la que consiguió ser medallista de bronce europea en 1954.

## Carrera deportiva
En el Campeonato Europeo de Atletismo de 1954 ganó la medalla de bronce en el salto de altura, con un salto por encima de 1.63 metros, siendo superada por la británica Thelma Hopkins (oro con 1.67 m que fue récord de los campeonatos) y la rumana Iolanda Balaş (plata con 1.65 m).